# Zhong Kui
Zhong Kui (em coreano: 종규; em japonês: 鍾馗; em vietnamita: Chung Quỳ) é uma divindade taoísta da mitologia chinesa, tradicionalmente considerada como um conquistador de fantasmas e seres malignos. Ele é retratado como um homem grande com uma grande barba preta, olhos esbugalhados e uma expressão irada. Zhong Kui é capaz de comandar 80.000 demônios para fazer o que ele manda e é frequentemente associado aos cinco morcegos da fortuna. A adoração e a iconografia de Zhong Kui mais tarde se espalharam para outros países do Leste Asiático, e ele também pode ser encontrado nos folclores e mitologias da Coreia, Japão e Vietnã.
Na arte, Zhong Kui é um tema frequente em pinturas e artesanatos, e sua imagem é frequentemente pintada em portões de casas como um espírito guardião, bem como em locais comerciais que lidam com bens de alto valor. Ele também é frequentemente retratado na mídia popular.

## Rei dos fantasmas
De acordo com o folclore, Zhong Kui viajou com Du Ping (杜平), um amigo de sua cidade natal, para participar dos exames imperiais estaduais realizados na capital, Chang'an. Embora Zhong Kui tenha alcançado grande sucesso acadêmico por meio da conquista de honrarias máximas nos principais exames, seu legítimo título de "Zhuangyuan" (maior pontuador) foi-lhe retirado pelo então imperador devido à sua aparência desfigurada e feia. 
Extremamente enfurecido, Zhong Kui suicidou-se, atirando-se continuamente contra os portões do palácio até quebrar a cabeça. Du Ping ordenou que fosse enterrado e sepultado. Durante o julgamento divino, após sua morte por suicídio, Yanluo Wang (o Juiz do Submundo Chinês) viu grande potencial em Zhong Kui. Yama então lhe concedeu o título de rei dos fantasmas e o encarregou de caçar, capturar, controlar e manter a disciplina e a ordem entre todos os fantasmas.
Depois que Zhong Kui se tornou o rei dos fantasmas no Inferno, ele retornou à sua cidade natal na véspera do Ano Novo Chinês. Para retribuir a gentileza de Du Ping, Zhong Kui deu sua irmã mais nova em casamento a Du Ping. 

## Na arte
O pintor do século XX, Quan Xianguang (n. 1932), pintou Zhong Kui como um homem corpulento e peludo segurando uma espada resistente em seu braço direito nu. 

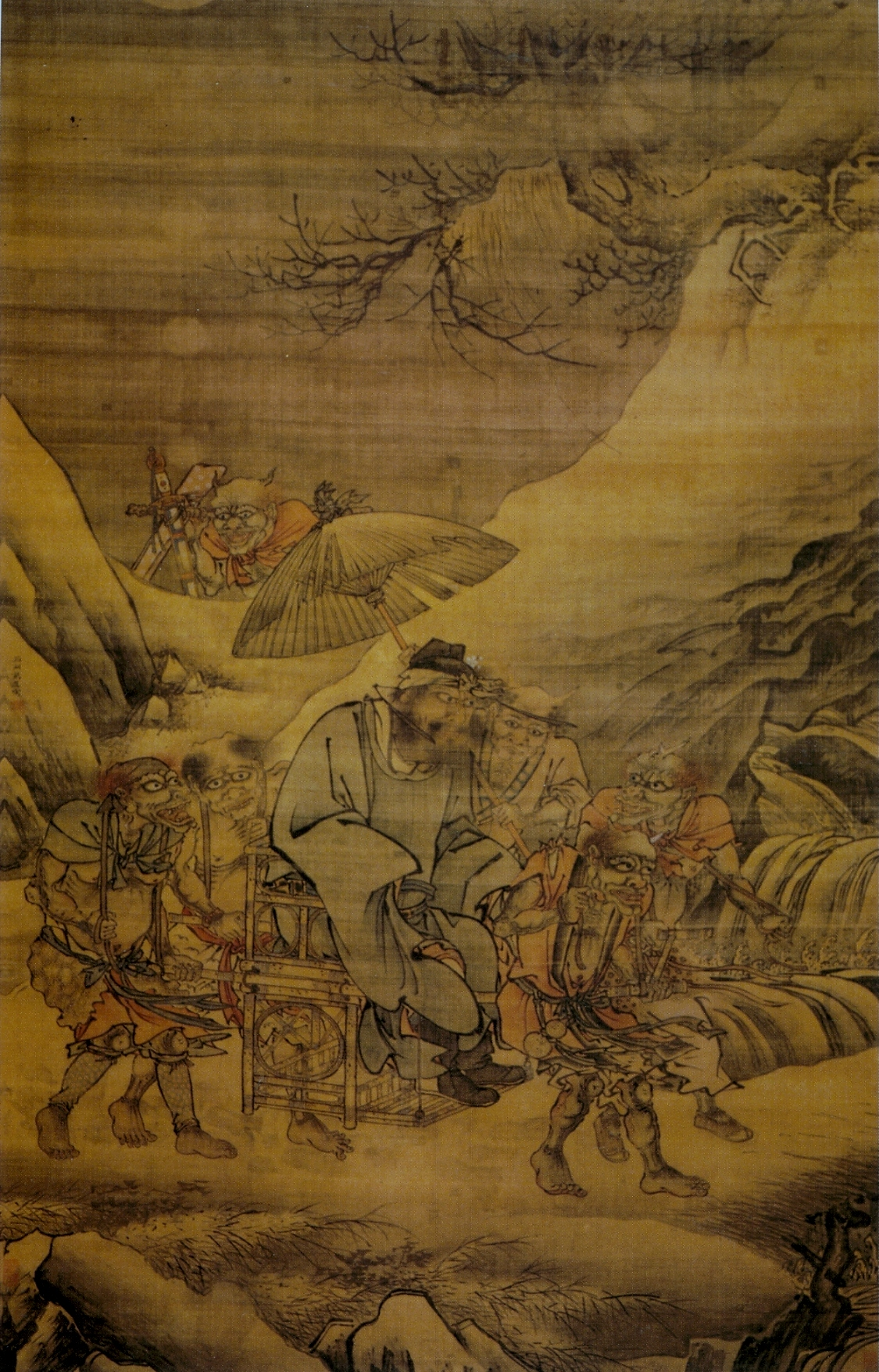
A excursão noturna de Zhong Kui, de Dai Jin (século XV), retratando Zhong Kui realizando uma patrulha noturna enquanto é carregado em uma liteira por quatro demônios
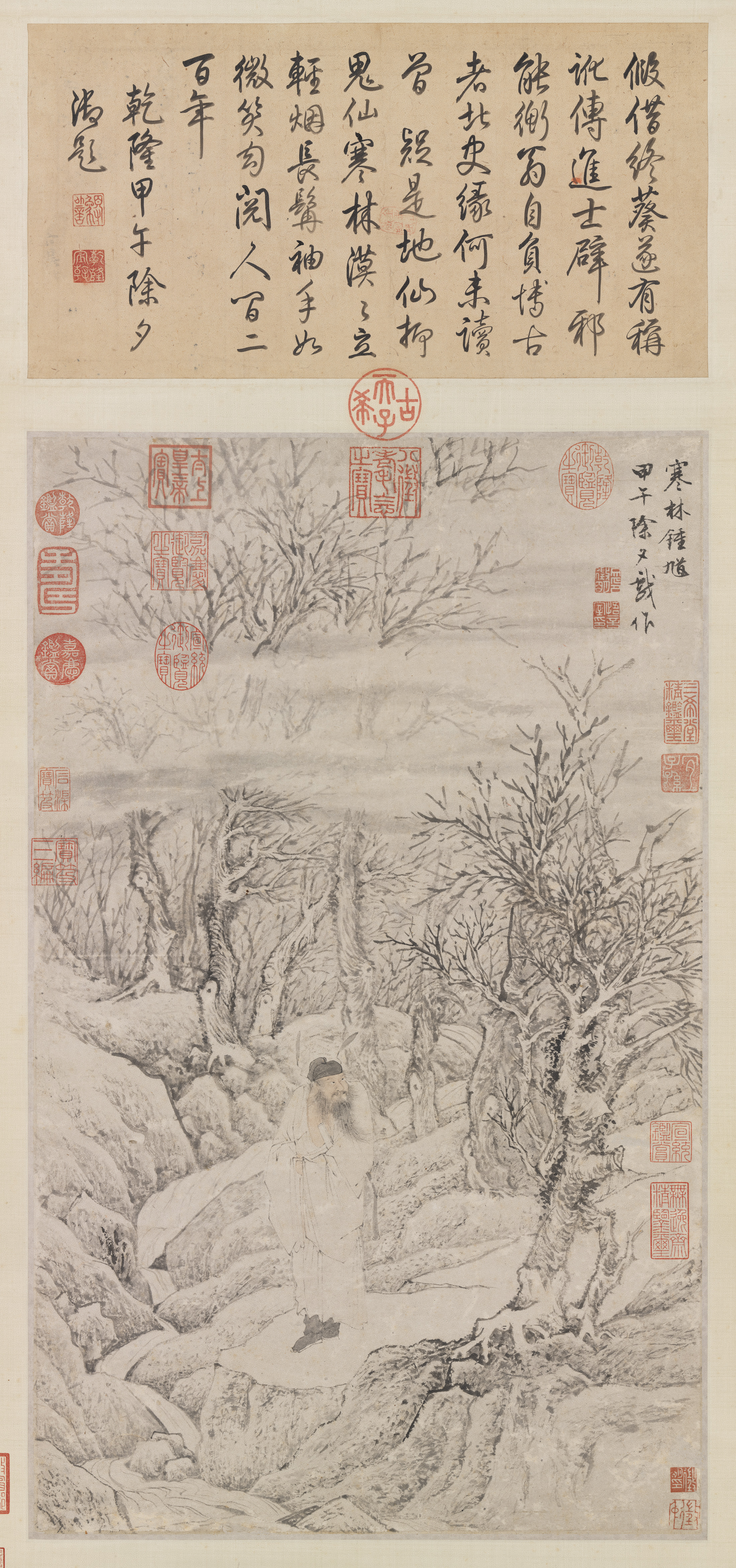
Zhong Kui de Wen Zhengming em um bosque de inverno (dinastia Ming), combinando com o Mestre Abraçando a Simplicidade de Ge Hong, que afirma que criaturas ameaçadoras frequentemente assombram florestas, e é por isso que Zhong Kui é necessário lá
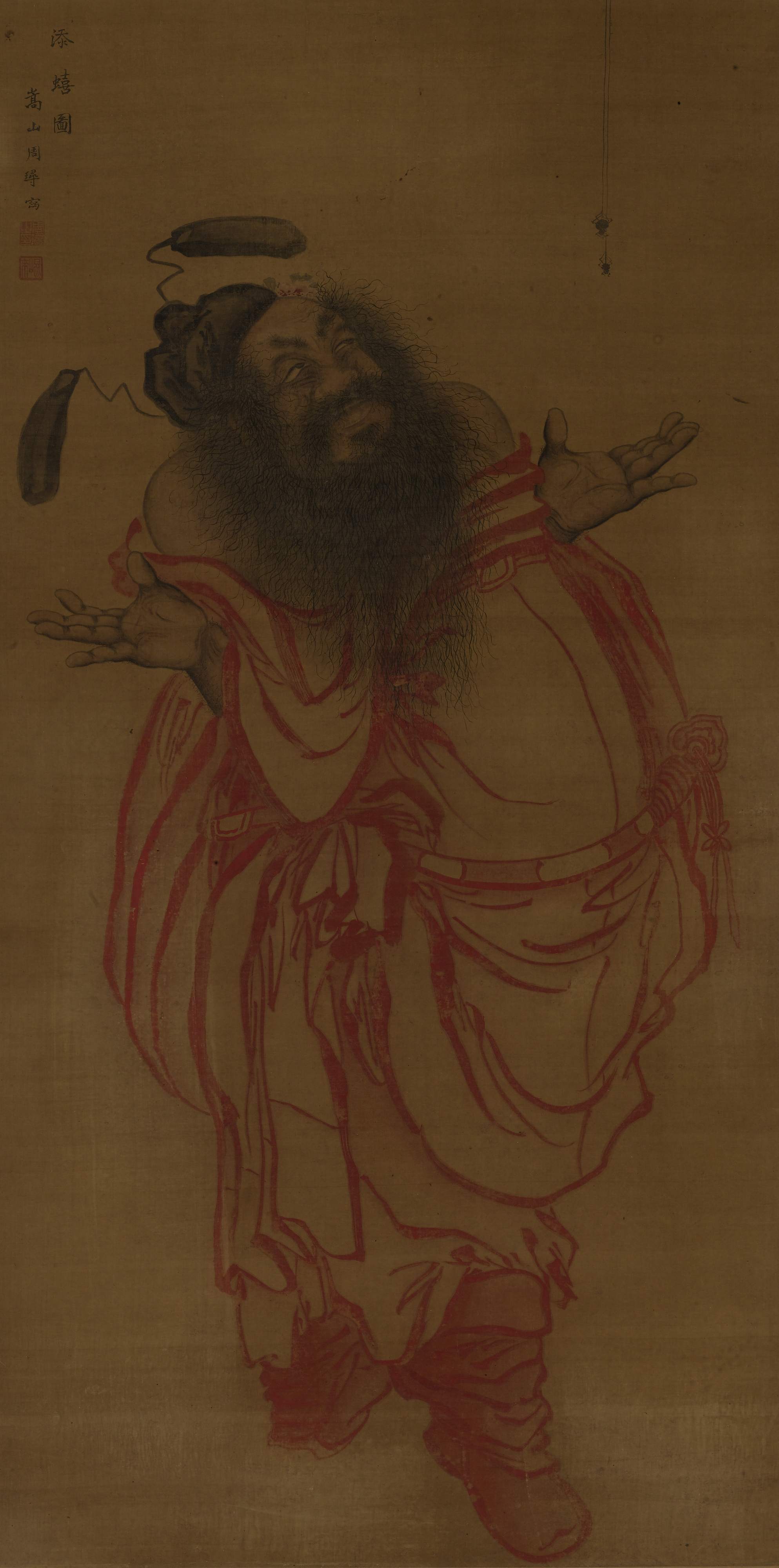
Zhong Kui e aranhas, de Zhou Xun (1649–1729), retratando Zhong Kui observando aranhas penduradas no alto (um rebus ou trocadilho auspicioso para "coisas alegres")
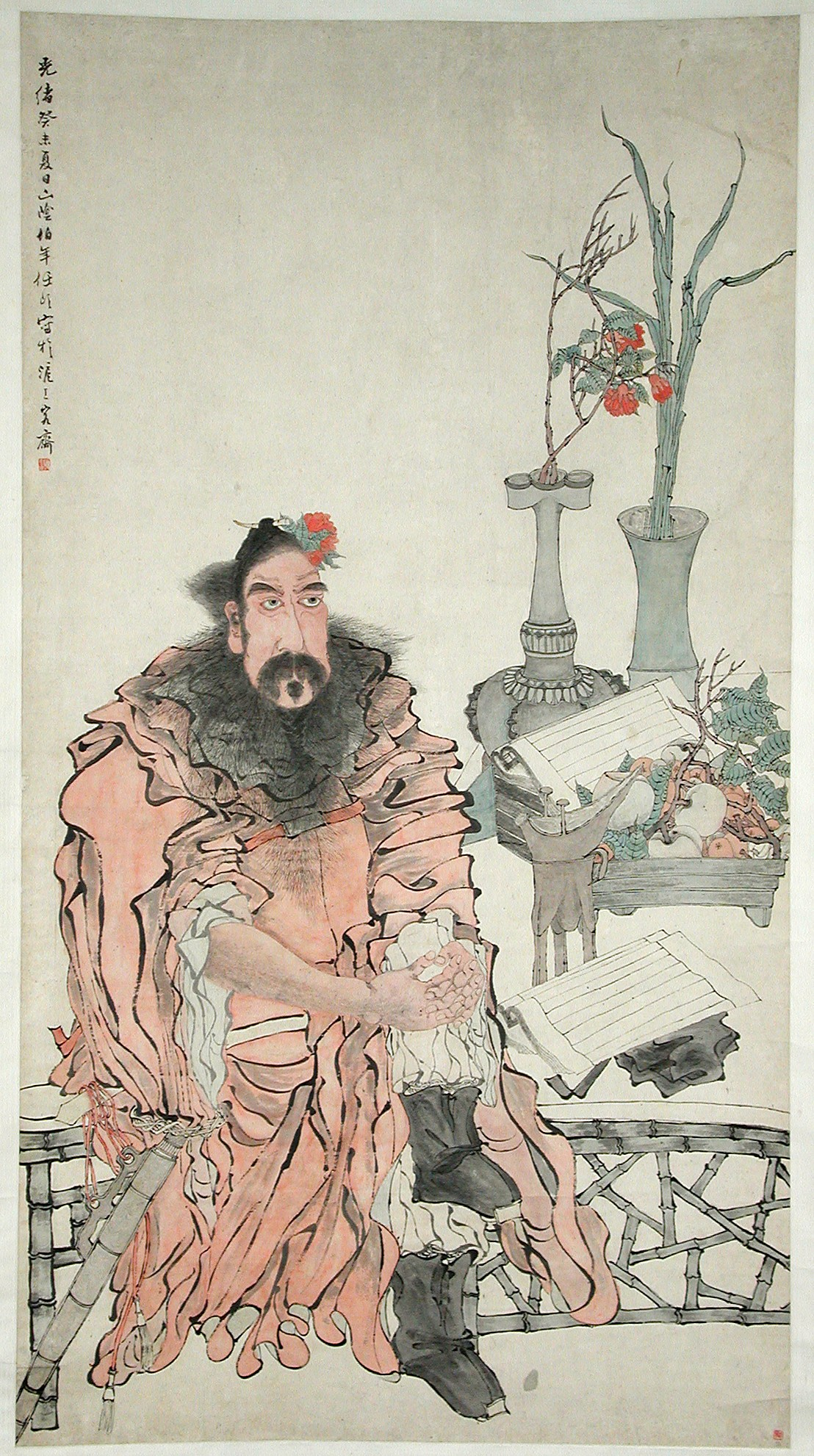
Zhong Kui (1883) de Ren Yi, no qual Zhong Kui aparece como um estudioso elegante, mas um tanto excêntrico, com sua espada embainhada e uma flor no cabelo, enquanto lê decorosamente
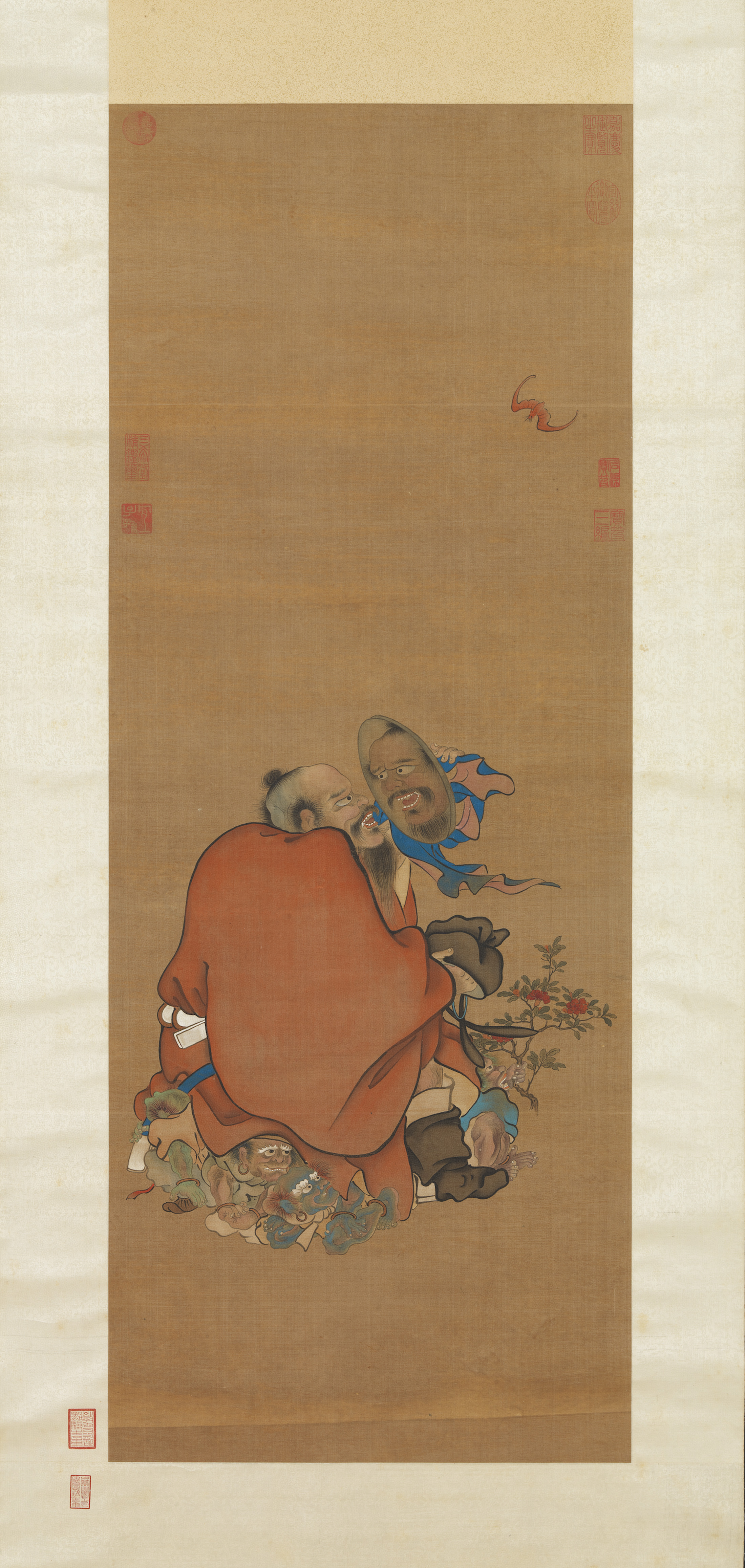
Presságio Auspicioso de Paz Abundante (dinastia Qing), retratando com humor Zhong Kui chocado ao olhar seu rosto grotesco no espelho
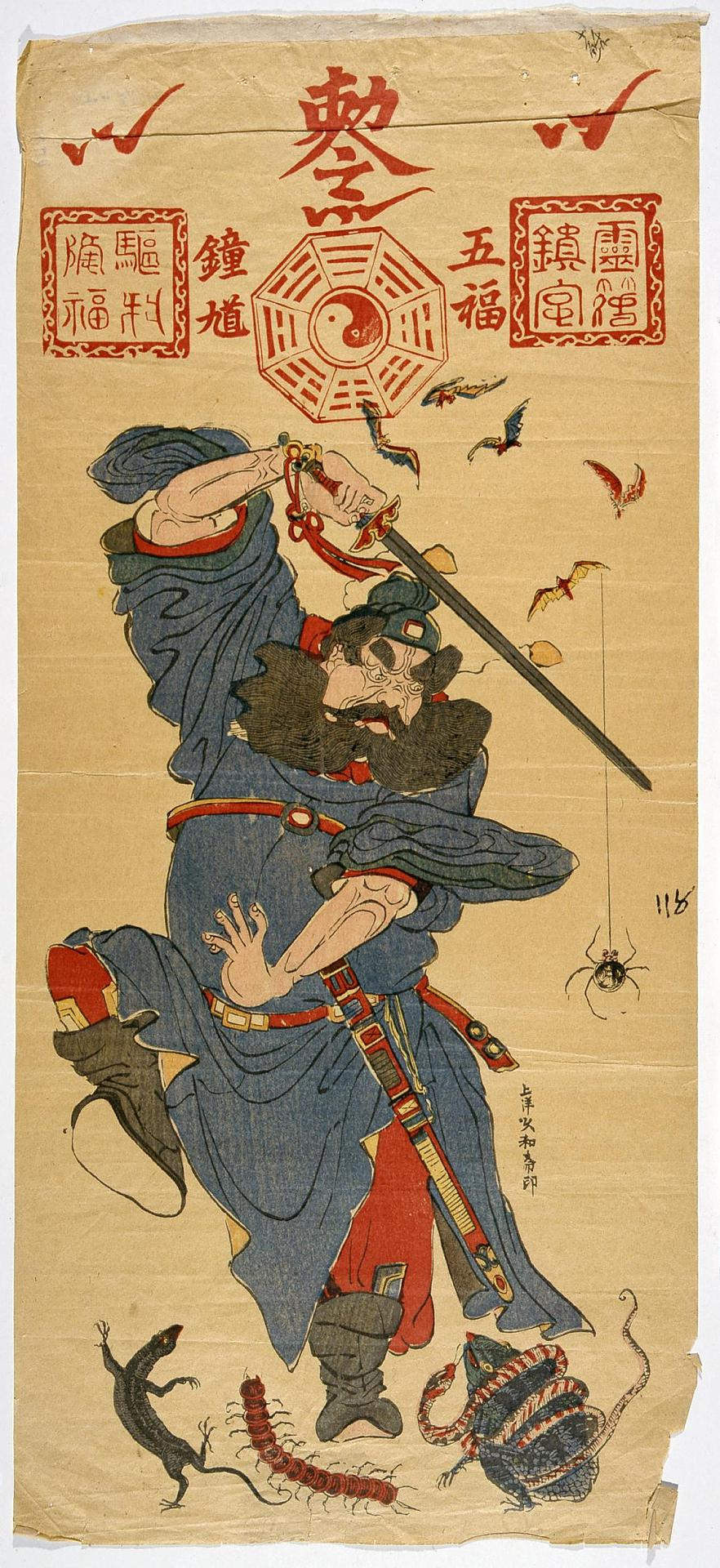
Zhong Kui é visto brandindo sua espada em direção a cinco morcegos que representam as cinco bênçãos, como se simbolicamente trouxesse essas fortunas para alguém como destinatário, retratado em uma xilogravura do final do século XIX ou início do século XX.
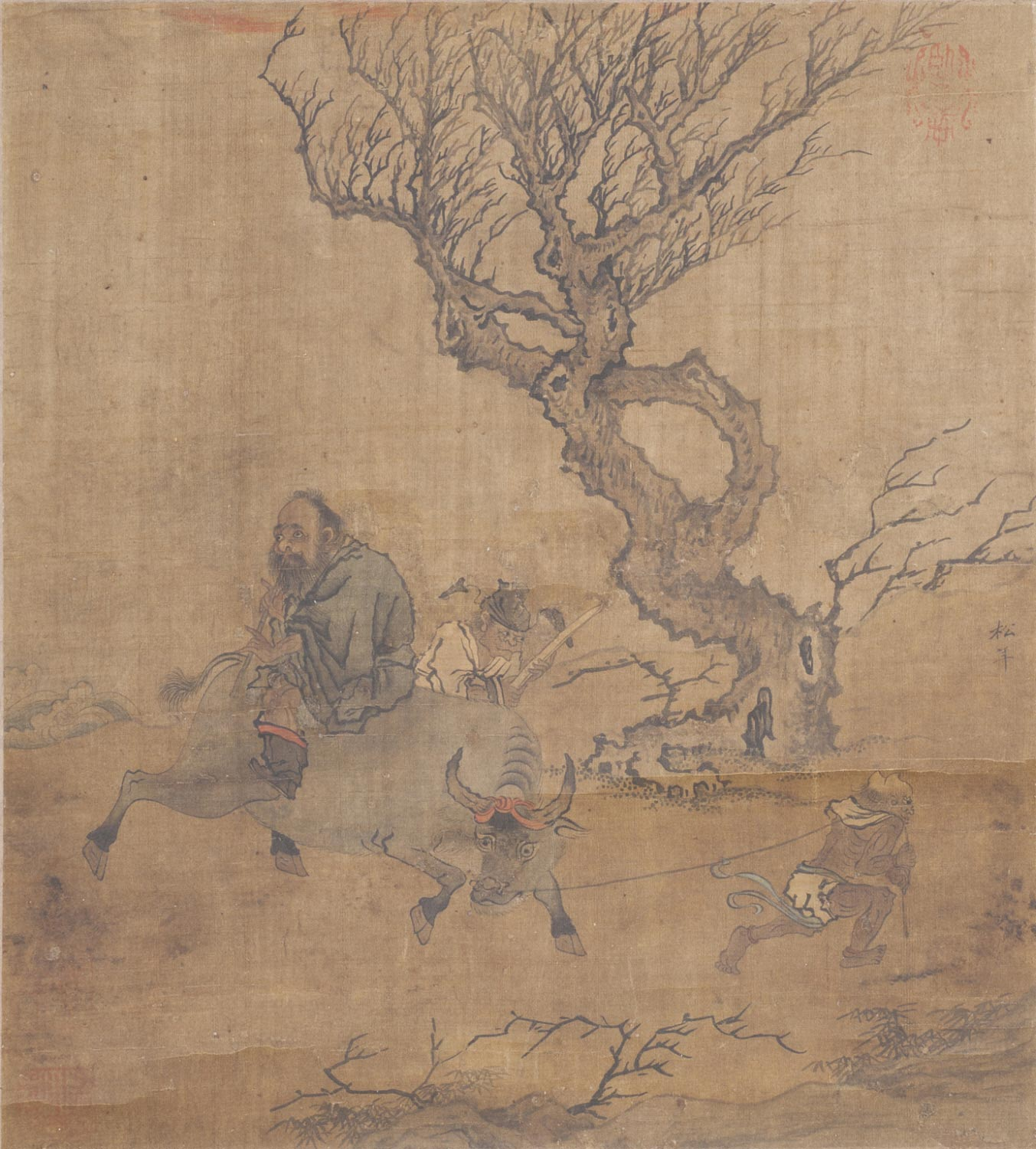
Zhong Kui, o Matador de Demônios (século XVII), em que Zhong Kui monta um boi enquanto demônios dominados carregam sua espada ou conduzem seu boi
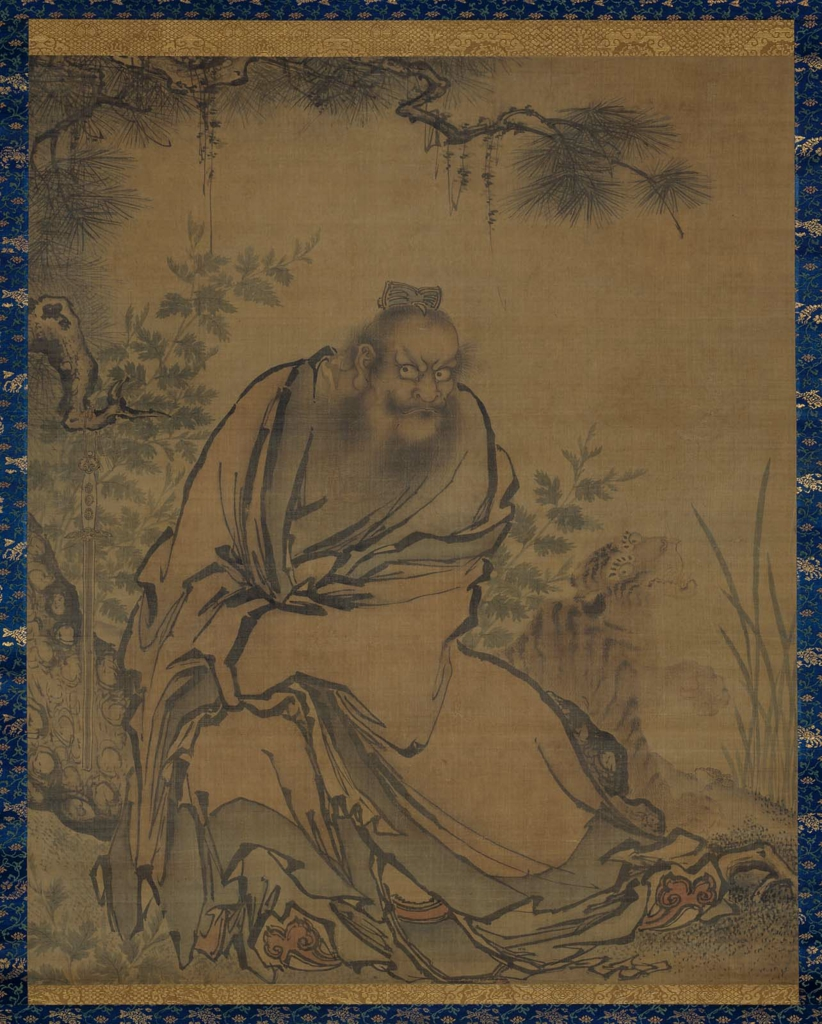
Uma pintura do século 16, representando Zhong Kui sentado
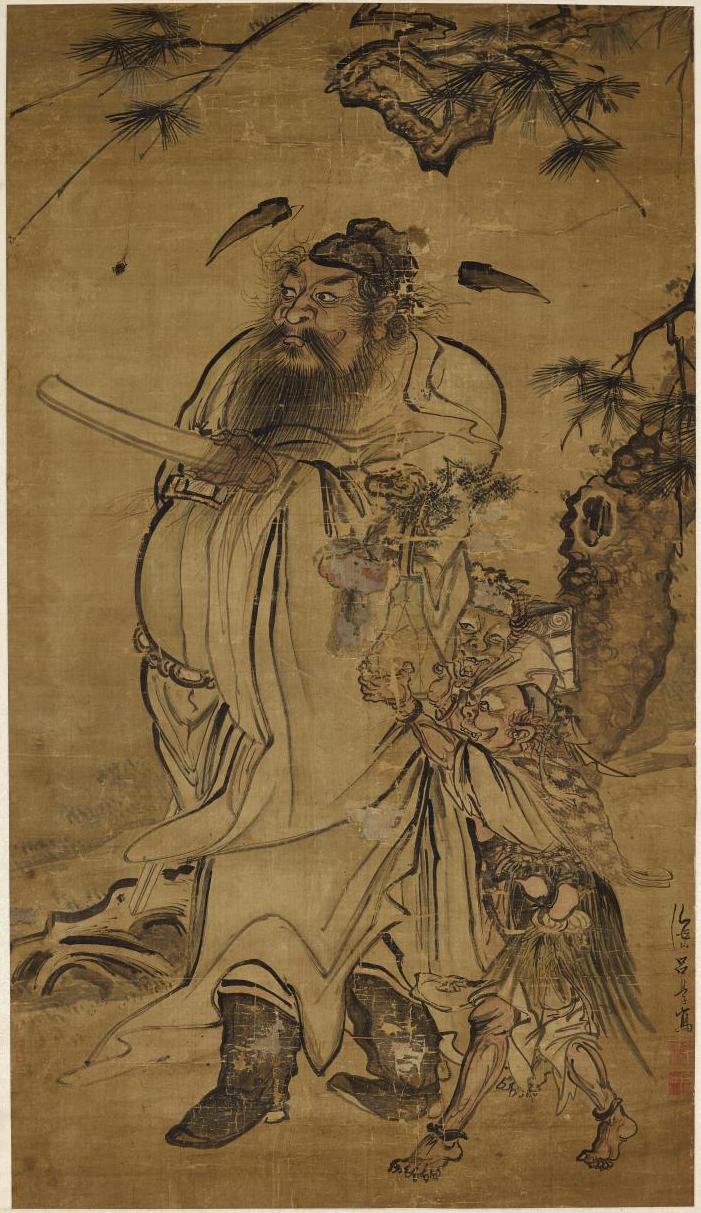
Uma pintura do século 17 de Lu Xue, representando Zhong Kui com demônios
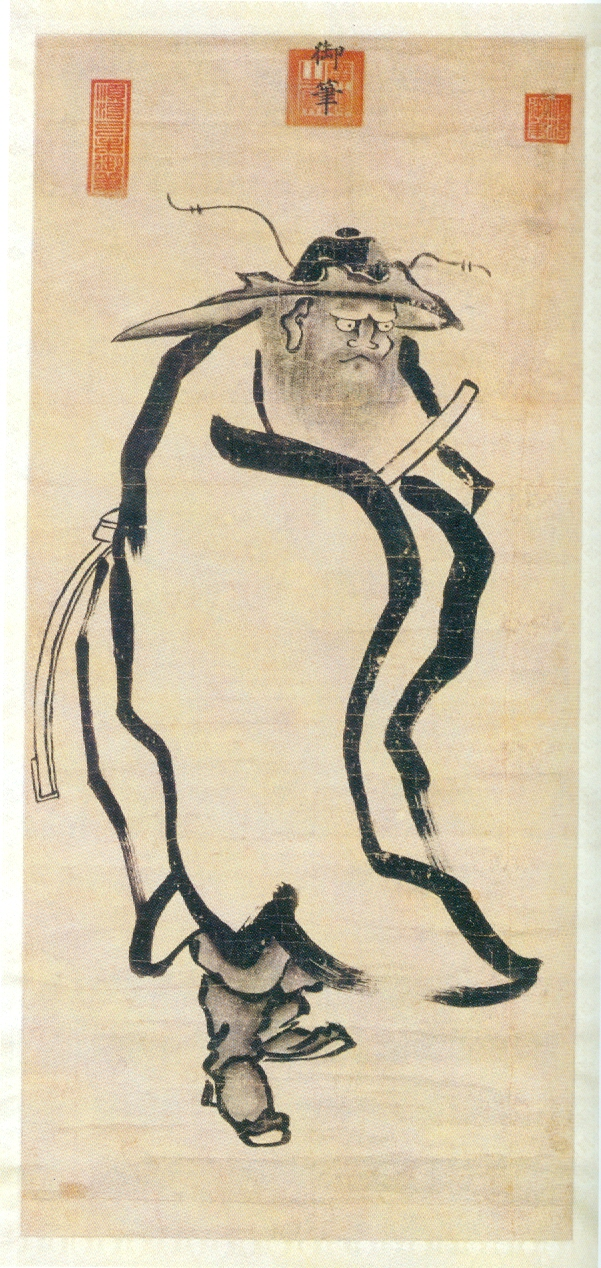
Uma pintura do Imperador Shunzhi (r. 1643 – 1661) da dinastia Qing
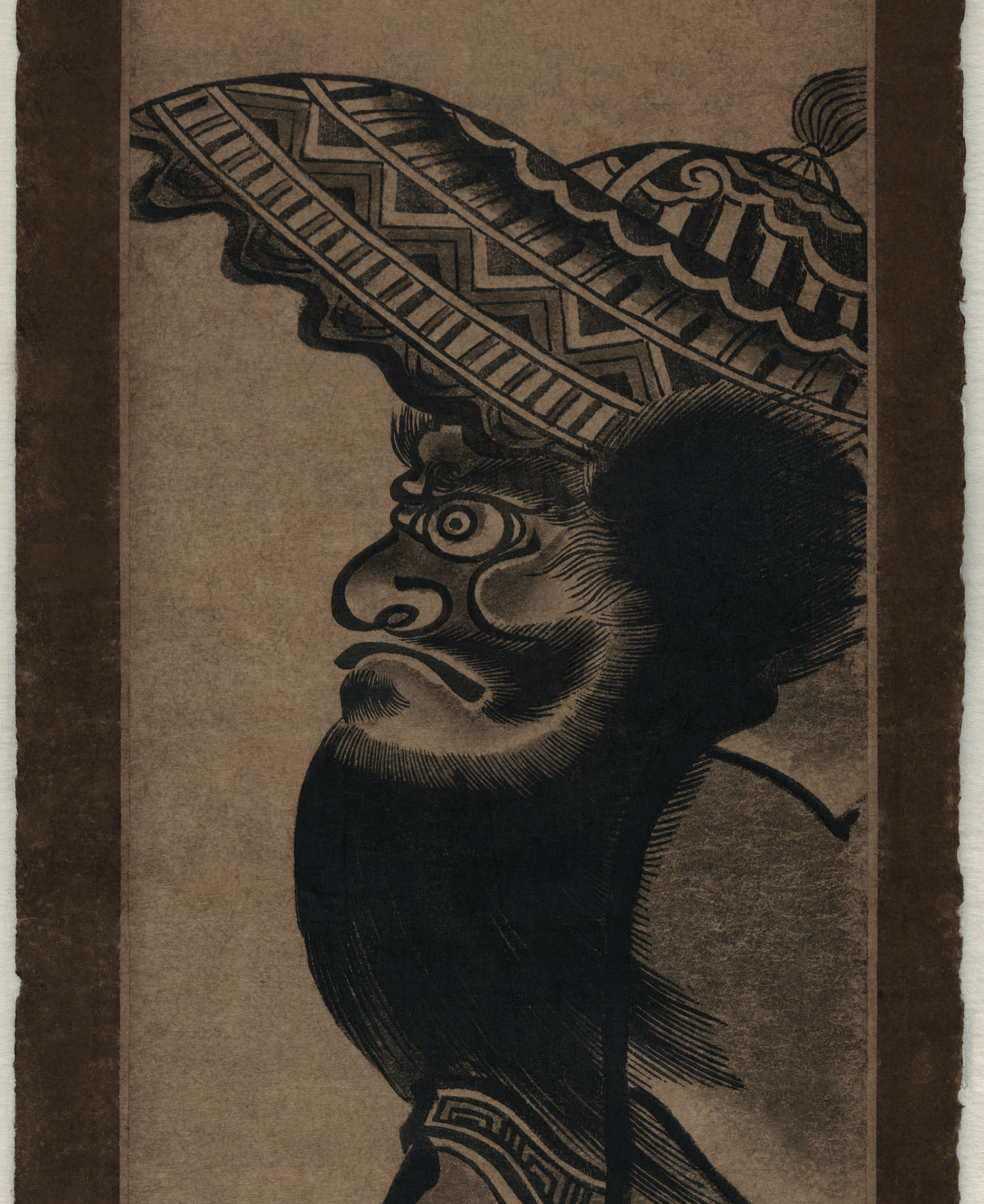
Um detalhe do Shōki zu (Shōki andando) de Okumura Masanobu, datado de c. 1741–1751 .
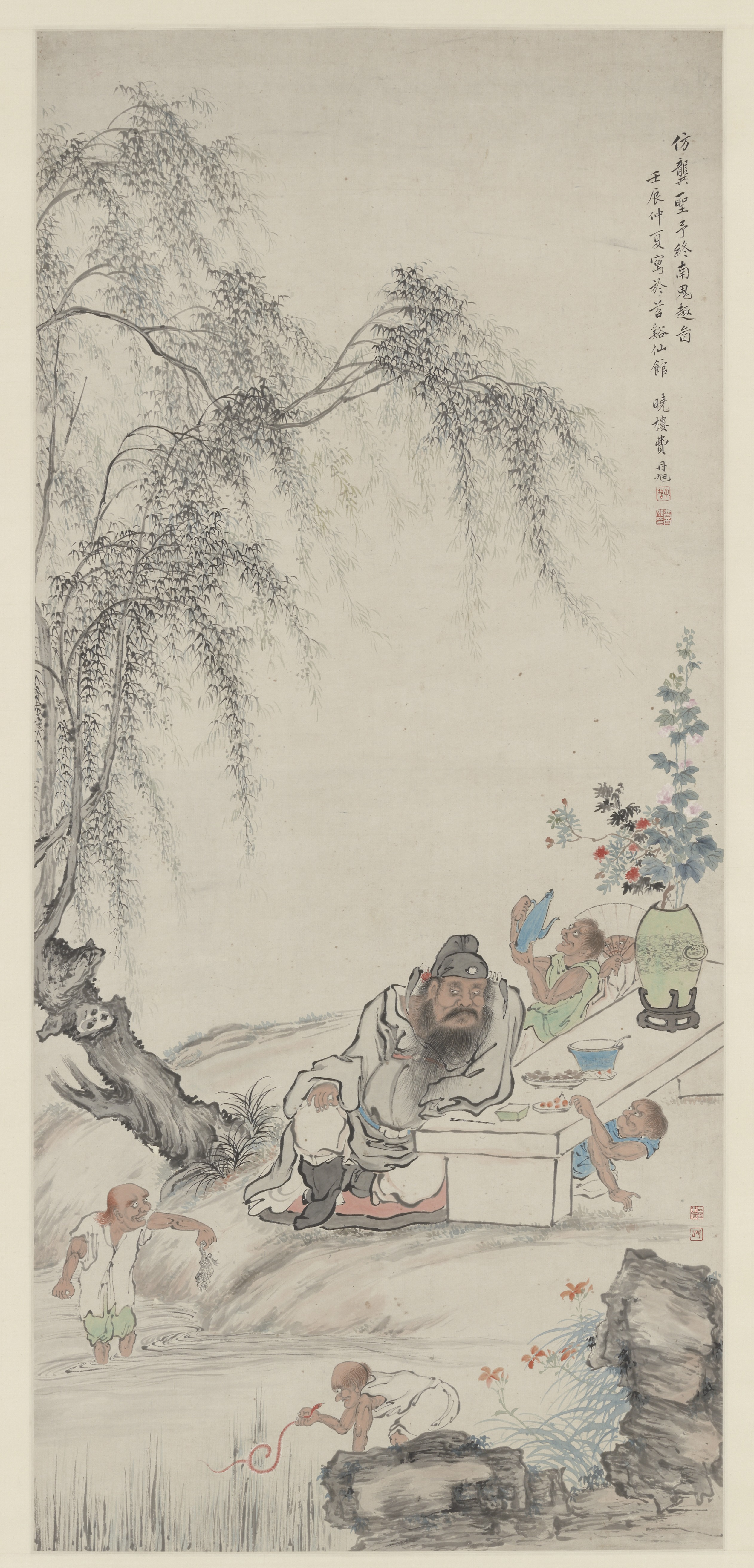
Zhong Kui e seus assistentes sob os salgueiros (1832), de Fei Danxu, retratando Zhong Kui e seus ajudantes demoníacos
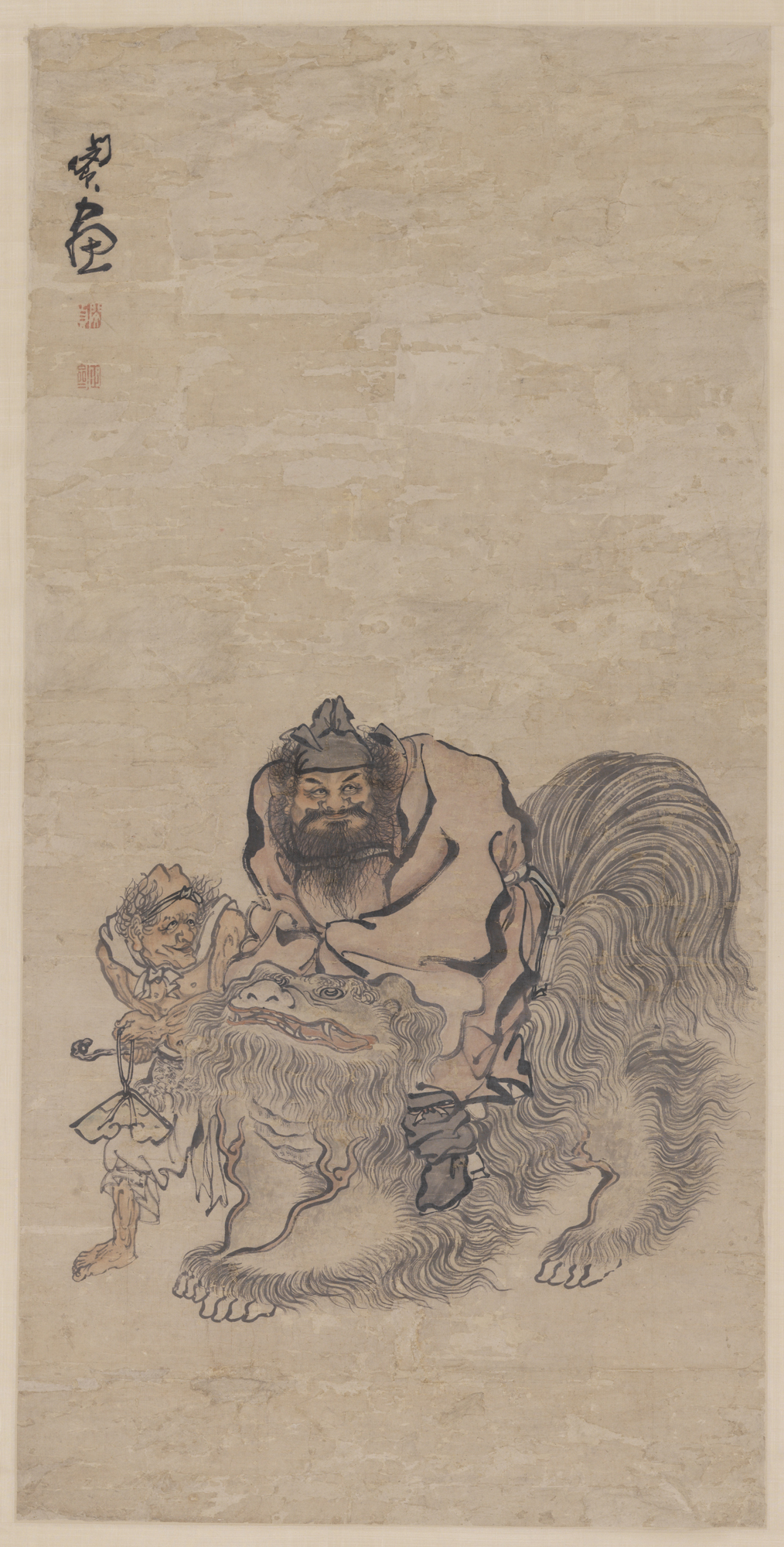
Zhong Kui de Min Zhen (1730 – depois de 1791), representando Zhong Kui montando uma criatura quadrúpede
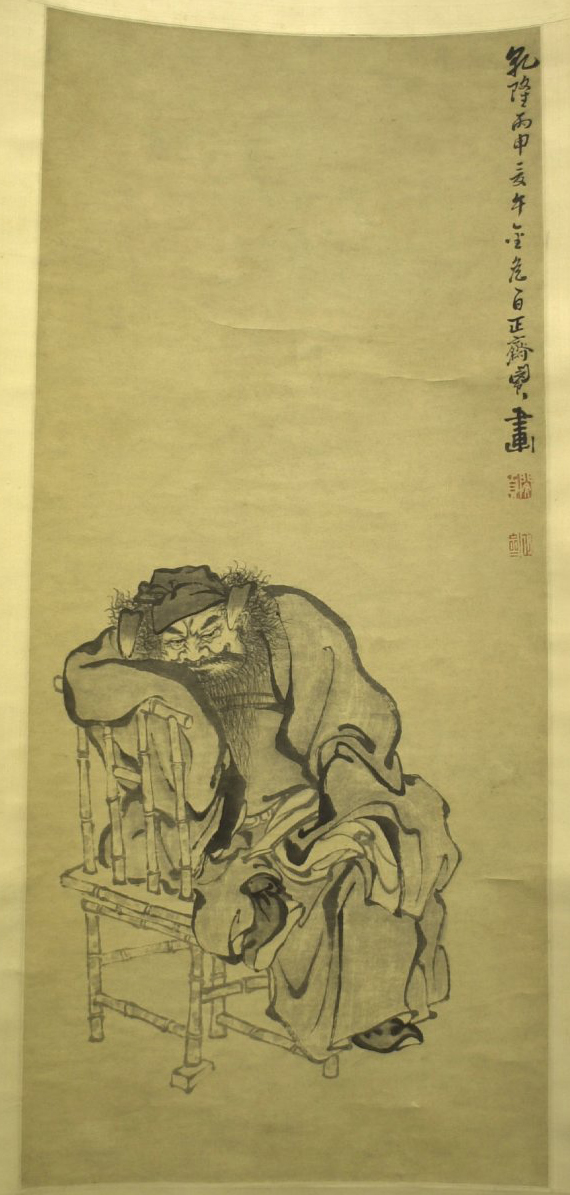
Uma pintura de 1776 de Min Zhen, na qual Zhong Kui senta-se e apoia-se numa cadeira
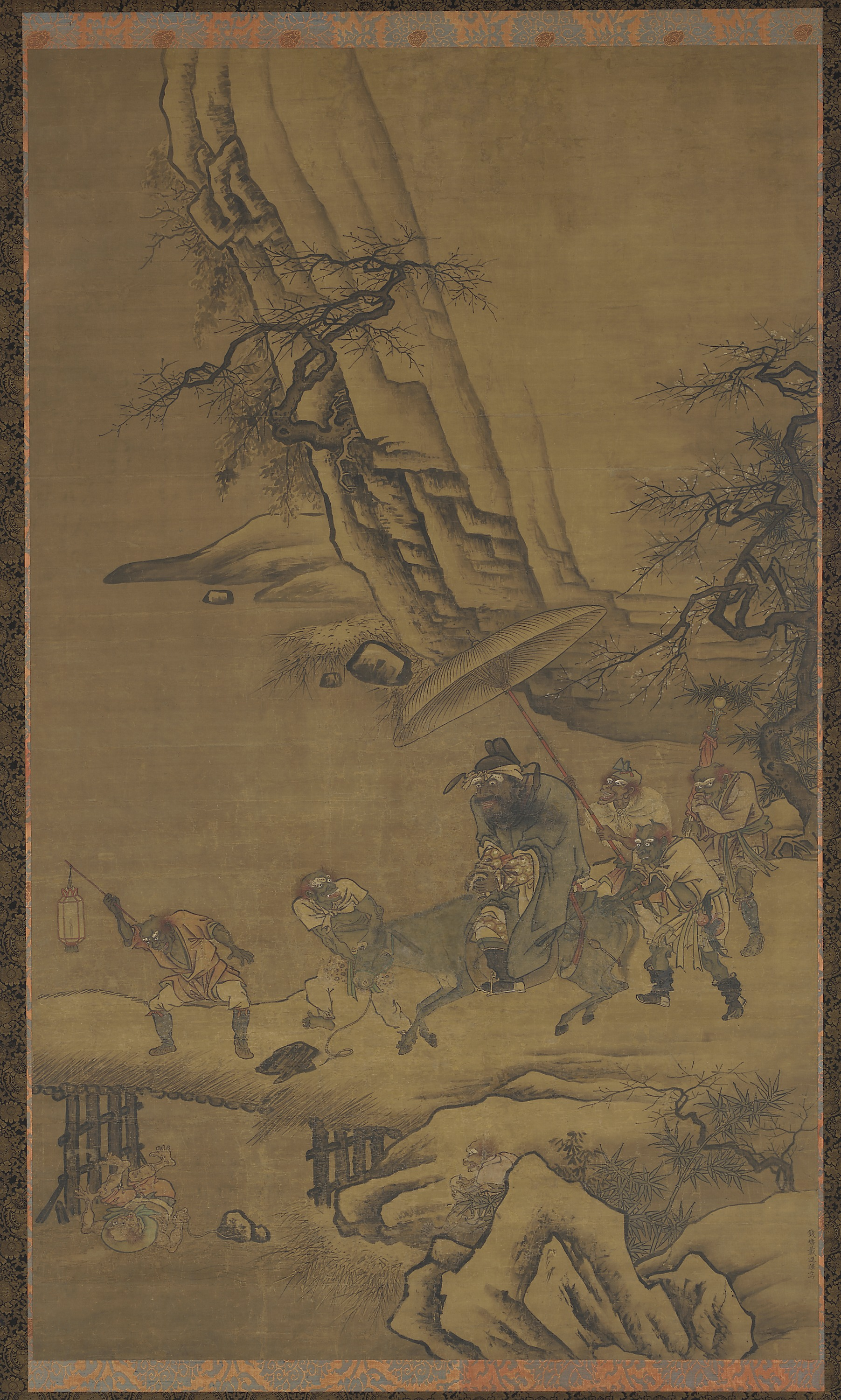
Zhong Kui e demônios cruzando uma ponte (século XVI), representando Zhong Kui em um burro
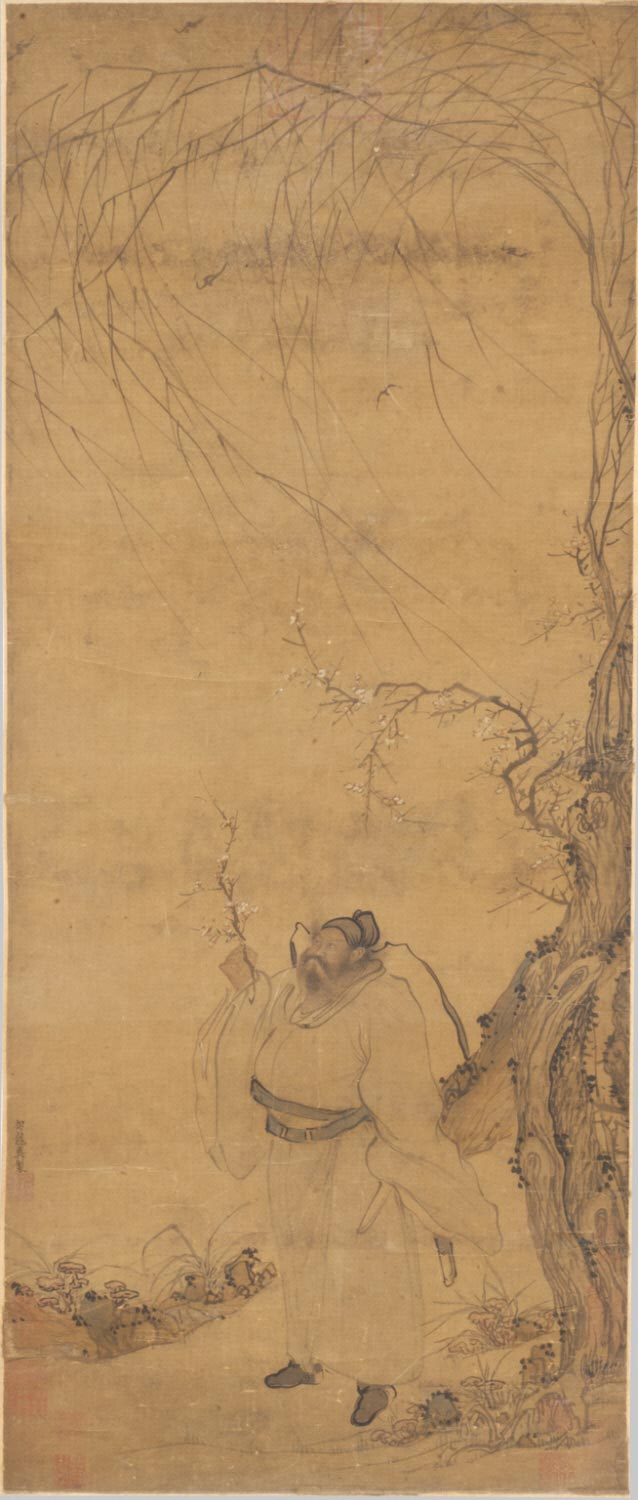
Zhong Kui apreciando a flor de ameixa (século XVIII)
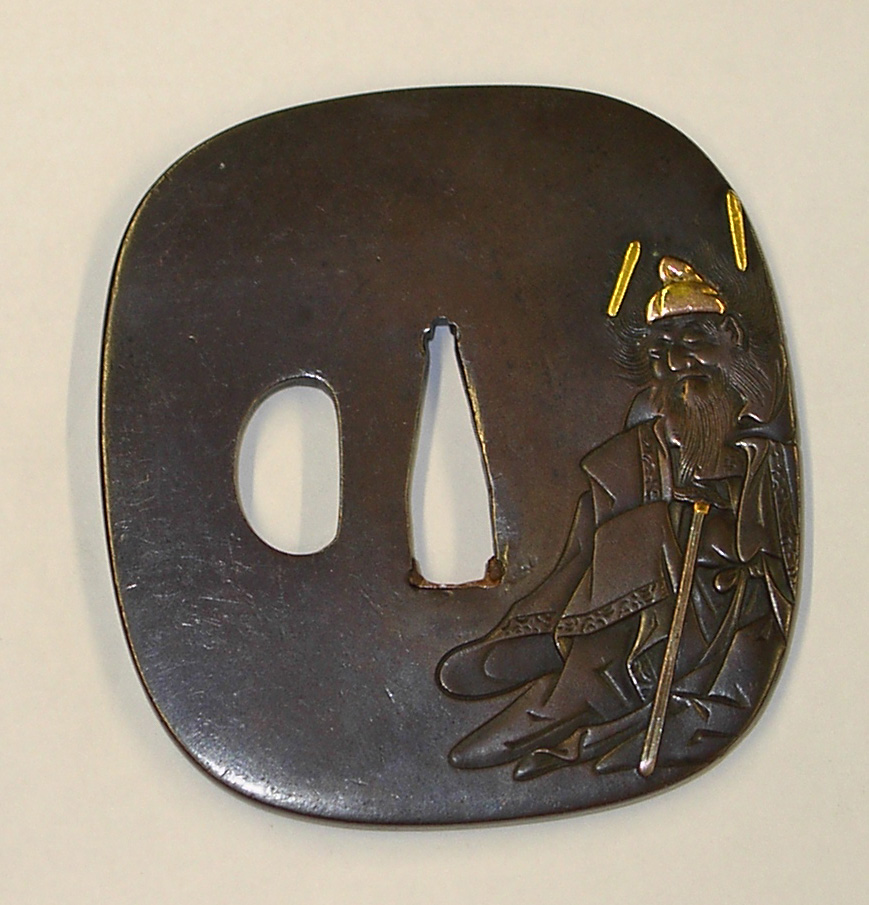
Tsuba de cobre representando Shōki, de Masayuki Tsuba (1695–1769)